# Huguette Tolinga
Huguette Tolinga, née en 1988, est une chanteuse et une percussionniste congolaise, de la République démocratique du Congo.

## Biographie
Huguette Tolinga est née le 17 septembre 1988 à Boende dans ce qui était alors la province de l’Équateur. Ses parents sont Papa Tolinga Alpha et Maman Lola Esenge, et elle est la septième enfant d’une fratrie de neuf membres. Elle fait des études de couture à Boende, mais pratique les percussions en autodidacte, une pratique qui est traditionnellement plutôt le fait d’hommes,.
Elle chante également. Elle commence à se produire dans des événements en public dès son adolescence, au début du XXIe siècle, au sein de diverses formations, puis sur des scènes de plus en plus professionnelles, à Kinshasa, et sur diverses scènes africaines et européennes. En 2010, elle crée son propre groupe, appelé Huguembo. Elle anime aussi une formation musicale intitulée également Huguembo,, et se produit en 2016 au Festival international de percussions de Kinshasa. Elle joue des percussions qu’elle associe au chant, ainsi qu'à des instruments traditionnels et modernes, et à quelques pas de danses. En 2020, elle fonde elle-même un festival, le Jam Boum festival, comprenant des d'ateliers de musique, chant, peinture, danse et théâtre réservés aux femmes et animé par des femmes. Elle tient aussi à sensibiliser son public à la question de la parité et de l'égalité femmes-hommes.